# Wellenstein (Luksemburg)
Wellenstein (lb. Welleschten) – wieś (Uertschaft) w południowo-wschodnim Luksemburgu, w kantonie Remich, w gminie Schengen. Do 3 października 2015 miejscowość leżała w dystrykcie Grevenmacher, a do 31 grudnia 2011 była samodzielną gminą. Liczy 688 mieszkańców (31 grudnia 2022).   